# Ménétréol-sur-Sauldre
Ménétréol-sur-Sauldre ist eine französische Gemeinde mit 196 Einwohnern (Stand: 1. Januar 2022) im Département Cher in der Region Centre-Val de Loire; sie gehört zum Arrondissement Vierzon und zum Kanton Aubigny-sur-Nère.

## Geographie
Ménétréol-sur-Sauldre liegt etwa 35 Kilometer nordnordwestlich von Bourges am Fluss Petite Sauldre. Umgeben wird Ménétréol-sur-Sauldre von den Nachbargemeinden Sainte-Montaine im Norden, Ennordres im Osten und Südosten, Presly im Süden und Südosten sowie Souesmes im Westen.

## Bevölkerungsentwicklung
| Jahr                      | 1962 | 1968 | 1975 | 1982 | 1990 | 1999 | 2006 | 2013 |
| Einwohner                 | 282  | 256  | 250  | 223  | 229  | 271  | 249  | 228  |
| Quelle: Cassini und INSEE |      |      |      |      |      |      |      |      |

## Sehenswürdigkeiten
- Kirche Saint-Martin aus dem 13. Jahrhundert (siehe auch: Liste der Monuments historiques in Ménétréol-sur-Sauldre)

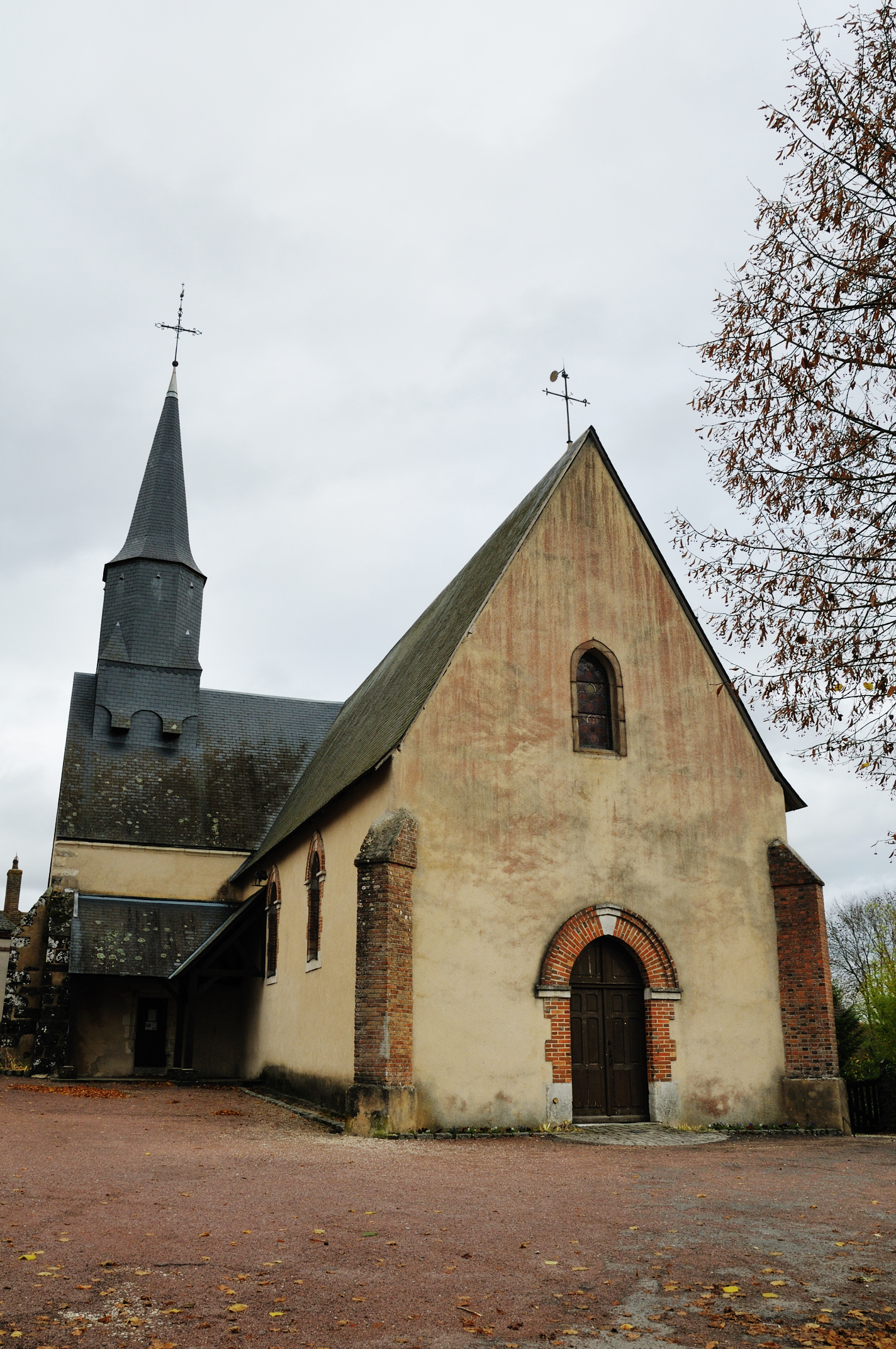
Kirche Saint-Martin